# سوپرمن (قلمرو پادشاهی)
سوپرمن (قلمرو پادشاهی) یک شخصیت خیالی ابرقهرمان در سری کتابهای کمیک آمریکایی منتشر شده توسط دیسی کامیکس است.
.